# A Real Live Dead One
A Real Live Dead One este un album live al trupei britanice de heavy metal Iron Maiden. Albumul a fost lansat pe 22 septembrie 1998 și a fost înregistrat în timpul turneului Fear Of The Dark World Tour (1992-1993), pe parcursul a 9 concerte diferite, toate în Europa.
A Real Live Dead One, a fost lansat în 1998, când Iron Maiden și-au relansat toate albumele, și reprezintă de fapt o combinație a albumelor A Real Live One și A Real Dead One.

## Tracklist

### Disc 1
1. "The Number of the Beast" - 04:54
2. "The Trooper" - 03:55
3. "Prowler" - 04:15
4. "Transylvania" - 04:25" -
5. "Remember Tomorrow" - 05:52
6. "Where Eagles Dare" - 04:49
7. "Sanctuary" - 04:53
8. "Running Free" - 03:48
9. "Run to the Hills" - 03:57
10. "2 Minutes to Midnight" - 05:37
11. "Iron Maiden" - 05:24
12. "Hallowed Be Thy Name" - 07:51

### Disc 2
1. "Be Quick or Be Dead" - 03:16
2. "From Here to Eternity" - 04:19
3. "Can I Play with Madness?" - 04:42
4. "Wasting Love" - 05:47
5. "Tailgunner" - 04:09
6. "The Evil That Men Do" - 05:25
7. "Afraid to Shoot Strangers" - 06:47
8. "Bring Your Daughter...to the Slaughter" - 05:17
9. "Heaven Can Wait" - 07:28
10. "The Clairvoyant" - 04:29
11. "Fear of the Dark" - 07:11

## Componență
- Bruce Dickinson - voce
- Steve Harris - bas
- Janick Gers - chitară
- Dave Murray - chitară
- Nicko McBrain - baterie